# Bene Israel
Os Bene Israel ("Filhos de Israel" em hebreu) são um grupo de judeus originários da região de Bombaim cuja linguagem nativa é uma variação do marata. Como sua ocupação tradicional era a prensagem de sementes oleaginosas e porque eles mantinham estritamente o Shabat judaico ao não trabalharem aos sábados, os Marathis não-judeus os chamavam de Shanivar Teli, que significa "prensadores de óleo de sábado".
Até o século XVIII, quase todos habitavam uma área costeira de Concão ao sul de Bombaim. Na segunda metade do século XVIII, alguns migraram para Bombaim, onde inauguraram sua primeira sinagoga em 1796.
Na segunda metade do século XX, após a independência da Índia em 1947 e de Israel em 1948, a maior parte dos Bene Israel migrou para Israel. No final do século XX eles e os seus descendentes eram mais que 50.000 pessoas em Israel, e cerca de 5.000 permaneceram na Índia.

## História
A sua história antes do século XVIII é obscura, e estimativas da data de sua origem variam do século VIII aEC ao século VI EC. A própria tradição do Bene Israel dizia que eles vieram do norte e eram descendentes de 14 judeus, sete homens e sete mulheres, que sobreviveram a um naufrágio.  Eles podem ser descendentes de prisioneiros de guerra judeus do século VI que foram trazidos para a Índia como escravos em uma galera romana.
Os Bene-Israel perderam algumas de suas tradições judaicas e o conhecimento do hebraico, mas ainda mantiveram a oração central, a Shemá, e práticas judaicas como a circuncisão, algumas leis básicas dietéticas e a observação do Shabat. Mais tarde na sua história, eles entraram em contato com os judeus de Cochim, que lhes ensinaram mais sobre o judaísmo, e adotaram práticas judaicas sefarditas padrão, embora eles também fossem culturalmente indianos.
O primeiro referência ao Bene Israel pode ser circa 1200 por Maimônides, que escreveu que "os judeus de Índia não sabem nada da Torá, e das leis nada exceto o Shabat e a circuncisão."
J. A. Sartorius, um missionário cristão dinamarquês na Índia, escreveu numa carta em 1738 que tinha ouvido falar que havia judeus em Concão que não tinham a Bíblia nem sabiam hebraico e cuja única oração era o Shemá.
A primeira menção registrada do Bene Israel pelos judeus de Cochin foi em 1768, quando o comerciante Cochini Ezekiel Rahabi escreveu aos judeus em Amsterdã que alguns Cochinis haviam viajado para Conção para educar o Bene Israel nos detalhes da prática judaica, e que alguns Bene Israel viajaram para Cochin e foram treinados para ensinar sobre o Judaísmo aos Bene Israel.

## Comida e ritual

### Kashrut
Eles expandiram a proibição kosher de consumir leite e carne na mesma refeição para incluir a mistura de leite e peixe.
Com carne abatida de maneira kosher nem sempre disponível na Índia, às vezes era seguida uma dieta predominantemente vegetariana.

### Malida
Um ritual de ação de graças único, não encontrado em outras comunidades judaicas, é a cerimônia malida que é realizada em Tu Bishvat (o Novo Anno para árvores em judaismo) e nos principais eventos do ciclo de vida, como os Bar Mitzvás. É dedicado ao profeta judeu Elias e inclui comer um prato feito com poha (arroz achatado típico de Maarastra), coco, e frutas.

## Origem genética
Geneticamente, os Bene Israel são uma população única cujo DNA mostra uma mistura que ocorreu no segundo milênio (~19-33 gerações atrás) com alguns genes de populações indianas locais e outros que se assemelham às populações judaicas do Médio Oriente, com ambos presentes em valores significativos. Os homens contribuíram comparativamente mais com o DNA do Médio Oriente e as mulheres com mais DNA indiano, com a análise do DNA mitocondrial mostrando que a maioria das mulheres da população fundadora eram indianas.